# 1st Impression
『1st Impression』（ファーストインプレッション）は、日本の歌手・Sunyaのインディーズ制作の1枚目のアルバムである。2007年7月25日発売。
2009年のメジャーデビュー以前の作品であり、ビーイング傘下GIZA studio系列のインディーズから発表された。収録曲「Summer Story...」はメジャー2枚目のシングル「Destination」に別バージョンが収録されている。ビーイングの音楽配信サイトMusingより配信されていたが2015年4月に配信終了となっている。

## 収録曲
1. 希望 〜Just Do It〜
2. Fall In Luv
3. Summer Story...
4. 1st Impression (INTERLUDE)
5. 今君に会いたくて
6. Really Missin U...
7. Best Friend
8. Thank U (INTERLUDE)

- 作詞：作曲：Sunya
- 作曲：Sunya/Kyosuke Matsumoto(#6)